# Побережник, Семён Яковлевич
Семён Яковлевич Побережник (1906, Клишковицы — 1999, Черновцы) — советский разведчик-нелегал. Кодовые имена: Альфред Джозеф Муней (Муни), Семён Чебан, позывные «Волга».

## Биография
Родился в феврале 1906 года в северном бессарабском селении Клишковицы, в семье крестьян: отца-хлебопашца Якова Степановича и матери — Марии Григорьевны Тимко, в 1910 году родился брат Василий. Владел 11 языками. В 1927 году эмигрировал в Канаду, затем поселился у родственников в Детройте, был рабочим на автомобильном заводе. После высылки из страны работал юнгой, затем боцманом на следовавшем в Чили бельгийском сухогрузе, на некоторое время осел в Антверпене, где в 1932 году под партийным псевдонимом Чебан вступил в коммунистическую партию Бельгии. За агитацию среди работников порта был осуждён на 6 месяцев тюремного заключения и выслан из Бельгии, жил в Париже, вступил в компартию Франции.
В годы гражданской войны в Испании под именем Семён Чебан служил в санитарной автороте 12-й интернациональной бригады, был личным водителем военного советника генерала П. И. Батова (Пабло Фриц), 11 июня 1937 года вывез тяжело раненного Батова с поля боя.
С июня 1937 года — в военной разведке, прошёл курс обучения в разведывательной школе при разведуправлении штаба РККА со специализацией в военно-морской разведке. В 1938 году под кодовым именем инженера-электрика Альфреда Джозефа Мунея и с паспортом Великобритании был направлен на легализацию в город Таранто (Италия). С осени 1939 года под именем Александр Муней — в Болгарии, где ему удалось жениться и получить болгарское гражданство. В 1943 году был арестован в Софии, после подложной перевербовки участвовал в радиоигре; освобождён в сентябре 1944 года и вернулся в СССР.
Осенью 1945 года приговорён к 10 годам лагерей и двум годам спецпоселения. Срок отбывал в Особлаге № 7 в Тайшете, на дорожных работах в Братске, на БАМе, Омском нефтеперерабатывающем заводе и на добыче угля в Караганде. После освобождения в 1957 году поселился в Клишковцах, в 1959 году по личному ходатайству генерала П. И. Батова полностью реабилитирован и восстановлен в рядах КПСС. Награждён орденом Отечественной войны 2-й степени, медалью Гарибальди, польской «За вашу и нашу Свободу», памятной медалью «Участнику национально-революционной войны в Испании 1936—1939 гг.», другими наградами.
В 1975 году тиражом 75 тысяч экземпляров были опубликованы воспоминания Семёна Побережника «Крутые перевалы» (литературная запись В. Э. Баумштейна; М.: Советская Россия).